# Nadja Wenger
Nadja Wenger (27 mei 1991, Glarus) is een Zwitsers langebaanschaatsster en skeeleraar.
In 2017 nam Wenger deel aan de World Games op het onderdeel skeeleren, op de onderdelen 500 meter, puntenrace en afvalrace.

## Persoonlijke records[3]
| Afstand    | Tijd    | Datum            | Baan           |
| ---------- | ------- | ---------------- | -------------- |
| 500 meter  | 46,40   | 19 januari 2019  | St. Moritz     |
| 1000 meter | 1.21,98 | 29 februari 2020 | Salt Lake City |
| 1500 meter | 2.02,70 | 7 maart 2020     | Salt Lake City |
| 3000 meter | 4.17,42 | 11 februari 2020 | Salt Lake City |
| 5000 meter | 7.18,73 | 20 november 2021 | Salt Lake City |

## Resultaten
| Jaar | WK Afstanden                    | Olympische Spelen |
| ---- | ------------------------------- | ----------------- |
| 2020 | 17e massastart                  |                   |
| 2021 | 12e massastart 7e achtervolging |                   |
| 2022 |                                 | HF 10e massastart |

## Nationaal record
Wenger is houdster van het nationaal record van Zwitserland op de 5000 meter.